# Ninho
Ninho, apodo de William Nzobazola (2 de abril de 1996), es un rapero francés.

## Biografía

### Juventud
William Nzobazola, nacido de padres congoleños, creció entre Yerres, en Essonne, y Nemours, en Seine-et-Marne. Comenzó a cantar rap a la edad de 12 años.

### Carrera
Después de haber salido 4 mixtapes, sale su primer álbum studio, titulado Comme prévu, el 8 de septiembre de 2017. El álbum se clasifica número uno de las ventas fusionadas (físicas, descargas y streaming) en Francia la semana del 15 de septiembre de 2017 con 30 843 ventas y se ve certificado triple disco de platino con más de 300 000 equivalentes ventas. Entre los títulos del álbum, Caramelo estuvo suprimida de todas las plataformas de streaming legales porque su parte instrumental era similar a la de la canción Anything You Synthetize del grupo The American Dollar.
El 22 de marzo de 2019, Ninho sale su álbum Destin, 1 año después de su precedente proyecto titulado MILS 2.0 . Destin incluye 18 piezas instrumentales cuyos 7 en colaboración con otros artistas como Niska, Dadju o Jul (cantante). Dos días antes de su salida, el 20 marzo, Ninho había instalado en colaboración con Deezer  alfombras de andadura ante la Estación de tren Saint-Lazare que permitían a los fanes o a los usuarios, de escuchar 4 piezas inéditas andando a ritmo normal. La víspera de la salida de Destin, el videoclip de "Paris c'est magique" sale en Youtube y sobrepasa el millón de vistas en menos de 7 horas,, lo que es ampliamente superior al promedio de las ventas de los álbumes rap francés, tan sólo después de un fin de semana . Según estudios, podría alcanzar 50 000 ventas en menos de una semana y alcanzar rápidamente el disco de oro 3 días después de la salida de Destin, Ninho contaba 26 578 ventas

## Discografía

### Mixtapes
- 2013 : Ils Sont Pas Au Courant Vol.1
- 2014 : En attendant I.S.P.A.C. 2
- 2016 : I.S.P.A.C. 2
- 2016 : M.I.L.S
- 2018 :  M.I.L.S 2.0